# Mediala — kob dva merila
Mediala — kob dva merila je dokumentarni TV esej autora Slobodana Ž. Jovanovića u trajanju od 40 minuta, a u proizvodnji Radio-televizija Srbije 1993. godine.
Nastao je kao pokušaj autora da demistifikuje nabeđenost „Mediale“, avangardnog pokreta „dvanaestorice“ kojeg su činili: Leonid Šejka, Olja Ivanjicki, Milić Stanković, Kosta Bradić, Milovan Vidak, Siniša Vuković, Vladan Radovanović, Miro Glavurtić, Vladimir Veličković, Ljuba Popović, Miodrag Đurić Dado  Svetozar Samurović i Uroš Tošković.
Kroz svedočenja akademika Miće Popovića, istoričara umetnosti dr Nikole Kusovca, i akademskih slikara Olje Ivanjicki i Koste Bradića, uz mnoštvo dokumentarnog materijala razotkrivamo ideju umetnika koji su osnovali „Medialu“ propuštajući je kroz prizmu vremena u kojem je stvorena.
U emisije je prikazana i slika koju su slikali svih „dvanaestorica“ zajedno i koja predstavlja vizuelni identitet ideje „Mediale“, a koju je svih ovih godina čuvala Olja Ivanjicki.

## Autorska ekipa
- Reditelj Slobodan Ž. Jovanović
- Adaptacija teksta Slobodan Ž. Jovanović
- Scenario Slobodan Ž. Jovanović
- Kompozitor Petar Antonović
- Scenograf Dora Dušanović
- Koreografija Nela Antonović
- Kamermani Veselko Krčmar, Predrag Todorović i Miloš Ristić
- Montažer Nebojša Stanković

## Učestvuju
- Olja Ivanjicki, akademski slikar
- Akademik Mića Popović
- Dr Nikola Kusovac, istoričar umetnosti
- Kosta Bradić, akademski slikar
- Stihove kazuju Aleksandra Nikolić i Ivan Jagodić
- Tekst čitala Slavica Obradović
- Balerine Ana Stefanović i Milena Zdravković

## Spoljašnje veze
- Mediala - kob dva merila на веб-сајту  (језик: енглески)
- Mediala-kob dva merila (TV esej) на веб-сајту